# Video nadzor
Sustavima video nadzora podrazumjevaju se sustavi izgrađeni na način da omogućavaju u najširem smislu vizualni kontakt jednoga mjesta s nekim drugim mjestom. 
Danas većina ljudi uopće niti ne razmišlja o sustavima video nadzora, koji se nalaze u bankama, na ulicama, u školama, te raznim drugim javnim ustanovama. Nadzorne kamere nisu oduvijek imale tako široku primjenu. Sistami za video nadzor vrlo su popularni svudje u svijetu, a naročito u Americi, Velikoj britaniji i Kini. 
Danas se Internet i ostala sredstva bežične komunikacije mogu koristiti svugdje u svijetu. Sistemi video nadzora imaju široku primjenu, kako kod kuće tako i na radnom mjestu, a sve u cilju dosezanja visokog stupnja sigurnosti. 
Napredovanje tehnologije, masovna proizvodnja i porast osjećaja nesigurnosti doveli su do sve većeg zanimanja javnosti za primjenu sustava video nadzora. Danas je čak i zakonom određeno osiguranje banaka, kockarnica i mjenjačnica uz pomoć nadzornih kamera. 

## Primjena
U praksi klasični video nadzor je sustav koji se sastoji od jedne ili više video nadzornih kamera koje su povezane s centralnim uređajem koji vrši obradu signala dobivenih radom nadzornih kamera na način da signal se samo prosljeđuje na zaslon na kojem se može gledati slika dobivena radom kamere ili da uređaj vrši pohranu slike s jedne ili više kamera. Osim klasičnih video nadzora postoje i IP sustavi gdje je svaka kamera svojevrstan WEB server te je u stanju svoju sliku slati direktno na internet. Po internetu postoji mnoštvo stranica koje detaljno opisuju rad sustava video nadzora i nude razne komponente.

## Povijest
Prve kamere za snimanje filmova pojavile su se još davne 1880. godine.  Thomas Edison i William Dickson bili su prvi koji su snimili jedan film s dva različita završetka, s dvije kamere. Oni su 1893. godine napravili prvu javnu demonstraciju igranog filma. U narednih nekoliko godina započela je masovna proizvodnja komercijalnih filmova, koji su se prikazivali diljem Amerike. 
1939. godine pojavljuje se minijaturna prijenosna kamera. Tada započinje proizvodnja minijaturnih filmskih kamera poput Univex kamere. Te su kamere radile na navijanje i bilo ih je moguće držati jednom rukom. Po prvi puta u povijesti kamere su se mogle koristiti bez nadzora, dakle samo ju je trebalo postaviti da snima, bez daljnje asistencije. 
1942. godine prvi puta u povijesti video kamere su se počele koristiti za prenošenje video signala na pojedina mjesta i to u Njemačkoj. Ova vrsta video nadzora se još naziva i CCTV što je nastalo od engleske riječi closed circuit television. Njemački znanstvenici razvili su ovu tehnologiju kako bi mogli pratiti lansiranje V2 rakete. Kasnije se je ova vrsta video kamere počela koristiti za testiranje atomskih bombi u Sjedinjenim Američkim državama. 
1951. godine izumljene su prve video kazete. Video kamera se koristila za snimanje video materijala na magnetnu traku. Pet godina kasnije, ova tehnologija postaje dostupna na tržištu, te se u kombinaciji s CCTV-om koristi u svrhu snimanja materijala koji se mogu i kasnije pregledati. 
1960. godine razvojem tehnologije dolazi do pojave prvih javnih kamera koje su osmišljene u svrhu praćenja tajlandske kraljevske obitelji za vrijeme njihova boravka u Londonu. Policija je bila prisiljena postaviti nekoliko kamera na glavnom Londonskom trgu kako bi se na taj način osigurala zaštita i sigurnost kraljevske obitelji.
1965. godine javne nadzorne kamere postaju sve češća pojava. Novinarska izvješća iz toga vremena ukazuju na to da su se nadzorne kamere koristile na mnogim javnim mjestima. 
1969. godine izumljen je prvi sustav za video nadzor. Marie Van Brittan Brown je dobio patent za korištenje tog sustava koji se sastojao od četiri rupe za cijevi i kamere koja se mogla premještati na bilo koju od rupa. Kamera je emitirala sliku na monitor. Banke i trgovci počeli su koristiti sustav video nadzora kao dodatnu mjeru zaštite od krađe. Taj trend nastavlja se i 1980.-tih. 
1976. godine Charge-Coupled Device (CCD) tehnologija dovodi do stvaranja kamera koje se mogu koristiti u slabim svjetlosnim uvjetima. Te kamere prilikom rada koriste mikročipove. 
1990-ih započinje primjena nadzornih kamera na bankomatima, snimanjem svih novčanih transakcija koje se odvijaju. 
1993. godine rapidno se širi uporaba video nadzora, povećanjem svijesti o terorističkim napadima što je započelo napadom na Blizance u Americi. Taj događaj je ponukao i ostale zemlje svijeta na korištenje sustava video nadzora za praćenje raznih sportskih događaja i ostalih potencijalih meta u svijetu. 
1996. godine proizvedena je prva IP kamera. Ova vrsta kamere šalje i prima podatke preko računalne mreže. Njihovom pojavom potaknuo se razvoj današnjih web kamera. 
2001. godine drugim napadom na Američke Blizance i njihovim potpunim uništenjem, javnost se počinje sve više brinuti za svoju sigurnost. Kao rezultat toga izumljene su kamere s vrlo visokom rezolucijom slike, na kojima se može prepoznati lice, te je tehnološki i digitalni napredak postao prioritet svugdje u svijetu. Internet kamere postaju sve popularnije. 

## Podjela sustava za video nadzor
Sustavi video nadzora se po svojoj konfiguraciji dijele na:
- analogne sustave za video nadzor (kamere i monitori)
- analogne sustave za video nadzor i snimanje (klasični video rekorderi, kamere i monitori)
- digitalne sustave za video nadzor i snimanje (digitalni snimači, kamere i monitori)
- mrežne video nadzorne sustave (PC radne stanice koje rade na principu prijenosa slike internetom ili telefonom pomoću daljinskog upravljanja).

## Nadzorne kamere
Nadzorne kamere su vrlo često povezane s IP mrežom, i s ostalim uređajima koji se koriste za snimanje, a najčešće ih upotrebljavaju policijski službenici i zaštitne agencije. Kamere i oprema za snimanje te cjelokupan sustav za video nadzor zahtijeva praćenje preko monitora. Danas je analiza snimki znatno olakšana putem automatiziranog softvera koji pohranjuje digitalne video snimke u bazu podataka, što se odvija putem softvera za analizu. Također moderne nadzorne kamere snimaju samo onda kada se nešto pokreće oko njih, što otkrivaju putem senzora koji su u njima ugrađeni. Nadzorne kamere su danas vrlo jednostavne za korištenje i mogu se pronaći po prihvatljivim cijenama, što omogućuje njihovu široku primjenu kako kod kuće kao i za svakodnevni nadzor. 
Razvoj centraliziranih mreža i CCTV kamera koje se postavljaju na javnim mjestima, i povezuju s računalnim bazama podataka identiteta ljudi, odnosno biometrijskim podatcima, mogu pratiti kretanje osoba po cijelom gradu, te utvrditi njihov identitet. 

## Vrste nadzornih kamera
Postoje razne vrste nadzornih kamera:
- bežične kamere
- unutarnje kamere
- vanjske video kamere
- kamere s ugrađenim detektorom pokreta
- podesive kamere za video nadzor

### Bežične sigurnosne kamere
Bežične kamere za video nadzor imaju naprednije mogućnosti nego što je to slučaj kod klasičnih kamera. Neupadljive su, prenosive i jednostavne za korištenje. Imaju leće koje omogućuju samo jednom kamerom pregled velikog prostora. Bežične vanjske kamere ne zahtijevaju dodatnu instalaciju softvera, koriste web preglednike, te se mogu vrlo lako kontrolirati.

### Unutarnje kamere
Sve unutarnje nadzorne kamere imaju šire vidno polje u odnosu na standardne kamere. S 360 stupnjeva pokrivenosti jedna kamera može pratiti gotovo cijeli prostor. Kamere s fiksnim objektivom imaju mogućnost trajnog fokusiranja na neko specifično područje, što je idealno za davanje najviše kvalitete slike nekog određenog mjesta. 

### Kamere s ugrađenim detektorom pokreta
Ove kamere rade na princip uključivanja detektora pokreta prije no što započne snimanje. Ovaj sistem video nadzora pruža dodatnu razinu sigurnosti upozoravajući na sumnjive aktivnosti prije nego što se one dogode. 

### Podesive kamere za video nadzor
Ove kamere pružaju najviši stupanj kontrole i sigurnosti. One se mogu programirati na način da automatski preusmjere snimanje na široko vidno polje mnogo bolje nego fiksne sigurnosne kamere. Rade na daljinsko uključivanje, te imaju zoom opciju, što omogućuje najbolju i vrlo detaljnu preglednost određenog područja. 

### Vanjske video kamere
Vanjske kamere su izdržljivije i otpornije na vremenske uvjete, imaju kućište s komponentama koje su dizajnirane za snimanje šireg spektra, te su prilagođene vanjskim uvjetima osvjetljenja. Ove kamere nude mnoge mogućnosti od uključivanja daljinskog snimanja, kontrole nagiba, infracrvenog svjetla za noćno snimanje, detekcije pokreta do bežičnog povezivanja. Najpopularnija vrsta bežičnih kamera su infracrvene kamere, a osim njih postoje i one koje koriste videorekordere ili televizore za prikaz slike. 

## Vrste vanjskih kamera
Kupolaste (najčešće korištene kamere za video nadzor koje se koriste u privatne svrhe. Montiraju se na otvorene zidove i imaju oblik kupole. Zbog kupole je dosta teško otkriti poziciju objektiva kamere, što ovim kamerama daje veliku prednost. Vrste ovih kamera koje se mogu naći na tržištu jesu: 
- oklopne kupolaste kamere koje se koriste u situacijama kada postoji opasnost od vandalizma
- varifokalne kupolaste kamere koje imaju prilagodljivi kut objektiva koji se može prilagoditi po želji
- infracrvene kupolaste kamere koje imaju mogućnost noćnog snimanja

Infracrvene vanjske nadzorne kamere su najbolji izbor kada je u pitanju noćno snimanje. One emitiraju crno bijelu sliku noću, a danju vrlo oštru sliku. Ove kamere imaju kut leće i rezoluciju koja je prilagođena noćnom snimanju. 
Lažne kamere za video nadzor se koriste kako bi se zavaralo provalnike, izgledaju kao prave, ali nemaju mogućnost snimanja. 